# 魯日河
53°10′35″N 21°44′32″E / 53.17639°N 21.74222°E
魯日河是波蘭的河流，位於該國中部，流經波德拉謝省和馬佐夫舍省，屬於納雷夫河的左支流，河道全長39公里，流域面積358平方公里。